# Vigneux-de-Bretagne
Vigneux-de-Bretagne è un comune francese di 5 496 abitanti situato nel dipartimento della Loira Atlantica nella regione dei Paesi della Loira.

## Società

### Evoluzione demografica
Abitanti censiti